# Fazendinha (Macapá)
Fazendinha é um distrito do município brasileiro de Macapá, capital do estado do Amapá. Segundo o censo demográfico de 2022, realizado pelo Instituto Brasileiro de Geografia e Estatística (IBGE), sua população era de 17 942 habitantes e havia 4 724 domicílios particulares permanentes ocupados.
De acordo com o IBGE, em 2010 a população era de 9 226 habitantes e havia 2 564 domicílios particulares.

## História e descrição
Foi reconhecido como distrito antes de 1998. Posteriormente, foi incorporado pelo crescimento da zona urbana de Macapá, dando origem a bairros como Chefe Clodoaldo, Murici e Vale Verde. Esses bairros foram oficializados pelo sistema de geoprocessamento da prefeitura em 2020, assim como a sede do distrito, que passou a ser considerada um bairro de mesmo nome (Fazendinha). Este, por sua vez, possuía 6 709 habitantes e 1 841 domicílios particulares permanentes ocupados em 2022.
Apesar das alterações na divisão em bairros, o IBGE ainda considerou a existência do distrito de Fazendinha no censo de 2022, englobando os novos bairros. O distrito conta com a Arena Mameirão com 680 m² de grama sintética.